# Bolszaja Tura
Bolszaja Tura (ros. Большая Тура) – wieś w Rosji, w Kraju Zabajkalskim, w rejonie karymskim. W 2010 liczyła 1287 mieszkańców.